# Joseph Billioud
Pour les articles homonymes, voir Billioud.
Joseph Billioud est un archiviste et historien français, né à Grièges (Ain) le 1er août 1888 et mort le 7 mars 1963 à Marseille.

## Biographie
Joseph Billioud, originaire de l'Ain, part faire ses humanités au collège jésuite de Mongré, puis, en 1907, est élève de l'École nationale des chartes, dont il obtient en 1911 le diplôme d'archiviste paléographe avec une thèse intitulée « Les États du duché de Bourgogne jusqu'en 1498 ».
Ses stages dans les dépôts d'archives l'ont emmené en Côte-d'Or, en Seine-et-Oise et à Lille où il travaille au côté de Max Bruchet.
Il participe, en tant qu'artilleur, à la Première Guerre mondiale et il est décoré de la croix de guerre pour avoir abattu un avion allemand. Quatre frères de Joseph Billioud y ont laissé leur vie.  
Après la guerre en 1919 il se fixe définitivement à Marseille dans les Bouches-du-Rhône où il a épouse deux ans plus tôt Jeanne Monier.
Il est nommé conservateur de la bibliothèque et des archives communales de Marseille. Il participe aux premières expositions patrimoniales de la Bibliothèque Municipale de la ville. Il contribue en 1950 à la fondation de l'Institut historique de Provence et de la revue Provence historique, organe de la Fédération historique de Provence, et en devient le premier directeur.   
Il fut le principal auteur et rédacteur de la revue Marseille, fondée en 1936 par Henri Tasso et Emile Isnard. Il est l'auteur d'articles sur l'histoire de l'art et sur la vie économique de Marseille et de la Provence.  
Joseph Billioud est inhumé à Marseille au cimetière Saint-Pierre.

## Postérité
- Une rue du 2° arrondissement de Marseille porte son nom[14],[15].

- Une salle des anciennes archives municipales, actuel conservatoire de Marseille porte son nom[16].
- Les archives municipales de Marseille ont mis en œuvre un escape game chargé d'histoire à la recherche d'un manuscrit qui aurait été protégé par Joseph Billioud lors de la Seconde Guerre[17].

## Publications
- Les États de Bourgogne aux XIVe et XVe siècles, Dijon, Académie des sciences, arts et belles-lettres de Dijon, 1922[18], [disponible, lire en ligne] sur Internet Archive
- « Les Manuscrits liturgiques provençaux du XIVe siècle », Mémoires de l'Institut historique de Provence, vol. I - 1924,‎ 1924, p. 58-71 lire en ligne sur Gallica
- « Les Manuscrits provençaux à enluminures », in Encyclopédie des Bouches-du-Rhône, t. II Antiquité et Moyen Âge, Paul Masson (dir.), Marseille, 1924
- « Statuts des merciers de Provence à la fin du XVe siècle », Mémoires de l'Institut historique de Provence, vol. II - 1925,‎ 1926, p. 154-165 lire en ligne sur Gallica
- « De la confrérie à la corporation, les classes industrielles en Provence aux XIVe, XVe et XVIe siècles », Mémoires de l'Institut historique de Provence, vol. VII - 1930,‎ 1930, p. 5-35[19],[20],[21] lire en ligne sur Gallica
- « Le Roi des merciers du comté de Provence aux XIVe et XVe siècles », Bulletin philologique et historique,‎ 1925, p. 43-73 lire en ligne sur Gallica
- « Pals ou lys des plus anciens emblèmes du comté de Provence », Mémoires de l'Institut historique de Provence, 16 p., 1932 [22], [lire en ligne] [PDF] sur Internet Archive
- « Un Latour marseillais: Pierre Bernard (1704-1777) », Gazette des beaux-arts,‎ 1936 [lire en ligne].
- « Un peintre de types populaires : Françoise Duparc de Marseille, (1726-1778) », Gazette des beaux-arts, no 898,‎ 1938, p. 173-184 lire en ligne sur Gallica
- « L'expédition de Minorque d'après la toile d'un peintre marseillais, Jean-Joseph Kapeller », Marseille, no 18,‎ 1941, p. 11-14
- « De 1515 à 1599 », in Gaston Rambert (dir.), Histoire du commerce de Marseille, t. 3 publiée par la Chambre de commerce de Marseille, Plon, Paris, 1950 [23],[24]
- « Capitulations et histoire du commerce à propos de l'étude de M. Gaston Zeller », Revue d’histoire moderne et contemporaine, t.  2, no 4, octobre-décembre 1955 [25]
- Une lignée de sculpteurs marseillais du XVIIIe siècle : les Fossatl, dans Bull. I.H.P., n ' 17, mal-juin 1953, p. 59-60, RC.